# 厚生水産
厚生水産株式会社（こうせいすいさん）は、千葉県船橋市に本社を置く飲食業者である。

## 概要
千葉県内で食品製造業、販売業を行う。

## 展開している店舗
- 「活き活き亭」（木更津港前）